# روش الکتروتجزیه‌ای
روش الکتروتجزیه‌ای رده‌ای از فن‌های شیمی تجزیه است که برای مطالعهٔ یک مورد تحلیل به اندازه‌گیری پتانسیل (ولت) و/یا جریان الکتریکی (آمپر) پیل الکتروشیمیایی دربردارندهٔ مادهٔ مورد تحلیل می‌پردازد. بسته به اینکه کدام جنبهٔ پیل قرار است کنترل و اندازه‌گیری شود خود این روش‌ها را می‌توان در چندین رده تقسیم‌بندی کرد. سه ردهٔ اصلی عبارتند از در نظر گرفتن ۱) اختلاف پتانسیل‌ها، ۲) اختلاف جریان‌ها ۳) اندازهٔ‌گیری جریان پپل با هشدار فعال به تغییرات ولتاژ.